# I Romanzi del Cosmo
I Romanzi del Cosmo, in seguito solo Cosmo, è una collana editoriale di romanzi di fantascienza ideata da Giorgio Monicelli (con lo pseudonimo di Tom Arno) e pubblicata per un decennio dal 1957 al 1967 da Ponzoni Editore di Milano. I volumi, in brossura, venivano ricopertinati in una collana collaterale, Cosmo. I Capolavori della fantascienza, edita dal 1961 al 1968 sempre da Ponzoni.

## Storia editoriale

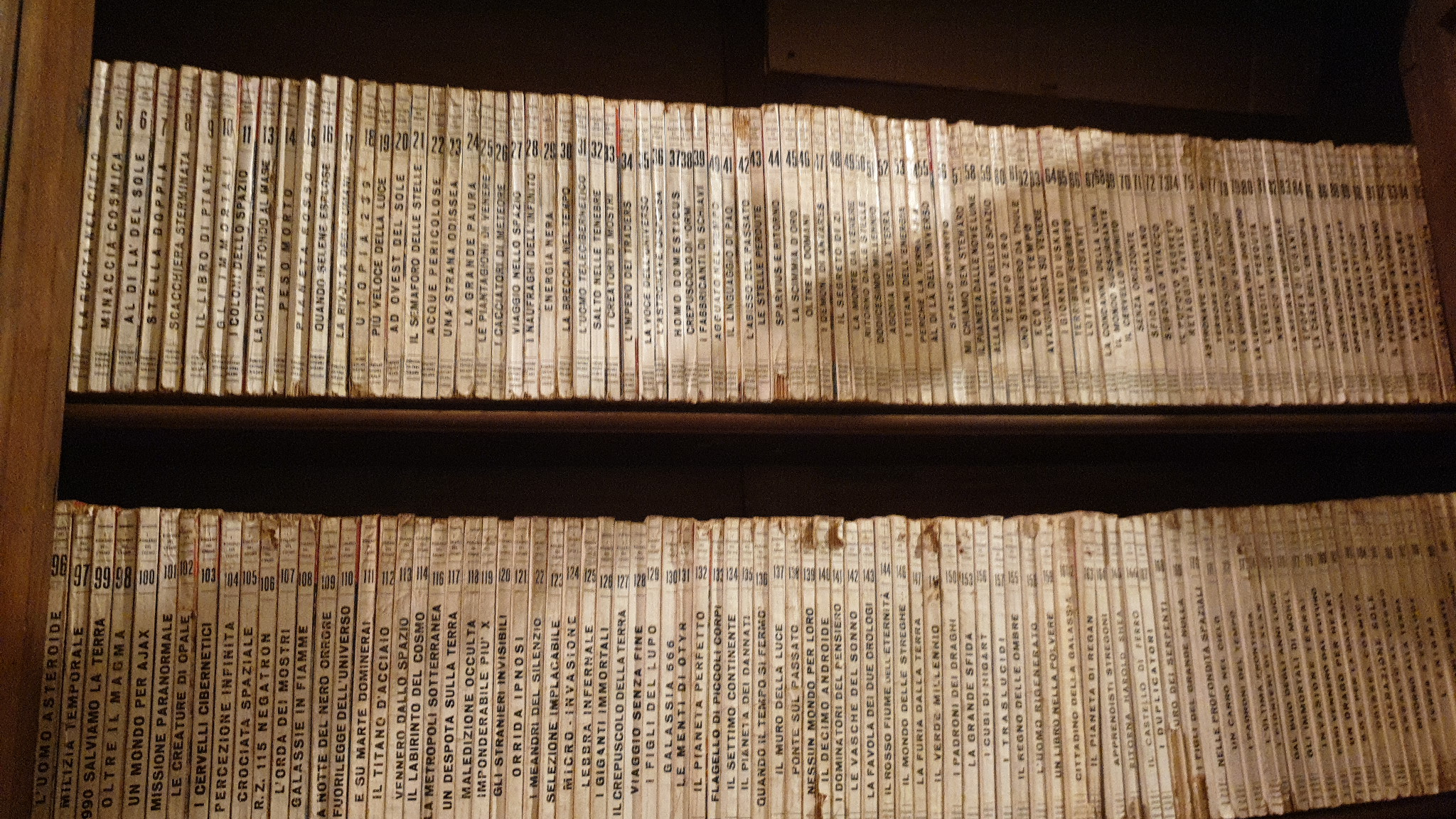
I volumi della collana I romanzi del Cosmo

La collana è composta da 202 numeri, pubblicati dal giugno del 1957 al maggio del 1967.
Nata col nome I romanzi del Cosmo, sottotitolato Fantascienza, con il numero 197 del dicembre 1966 la testata venne ribattezzata Cosmo.
Pubblicava prevalentemente autori statunitensi e britannici, ma anche alcuni autori francesi e numerosi italiani, seppure sotto pseudonimo: tra questi Roberta Rambelli (come Robert Rainbell, Rocky Docson e Joe C. Karpati), Gianfranco Briatore (come John Bree e F. R. Tarrobie), Ugo Malaguti (come Hugh Maylon), Luigi Rapuzzi (come L. R. Johannis), Luigi Naviglio (come Louis Navire), Carlo Bordoni (come Charley B. Drums) Umberto Bellini (come Bielt Niutold) e altri. Solo gli ultimi due numeri, nel 1967, sono firmati da autori italiani con il loro vero nome.
Ideatore e curatore della collana per i primi 10 numeri, fino al 1958, fu Giorgio Monicelli, sotto lo pseudonimo di Tom Arno, che curava contemporaneamente la collana concorrente Urania ed era reduce dalla collana analoga Galassia. Come curatori dopo Monicelli si succedettero poi L. J. Rapuzzi (1958), F. P. Aldorin (1958-1959), Marco Paini (1959-1960), Gianni Tosi (1960-1961), Franco Urbini (1961-1964), Annico Pau (1964-1965) e infine Giancarlo Cella (1965-1967).
Direttore responsabile per tutta la durata della collana fu Pino Ponzoni.

### Cosmo. I Capolavori della fantascienza
I romanzi della collana erano ripubblicati in un'altra collana della stessa editrice, Cosmo. I Capolavori della fantascienza, edita dal 1961 al 1968, con le stesse illustrazioni di copertina e un'impostazione grafica simile. Tale collana è composta da 101 numeri, ognuno contenente due romanzi della collana principale. Il n° 3 e 3bis hanno in comune Scacchiera sterminata di Lewis Padgett. Il n° 77 è singolo.

## Volumi pubblicati
- 1 - Murray Leinster, Piattaforma spaziale (Space Platform, 1953), 1957
- 2 - Andrew North, L'astronave maledetta (Plague Ship, 1956), 1957
- 3 - E. C. Tubb, Lungo viaggio nella notte (Starship, 1955), 1957
- 4 - Rafe Bernard, La ruota nel cielo (The Wheel in the Sky, 1954), 1957
- 5 - Fletcher Pratt, Minaccia cosmica (Double Jeopardy, 1952), 1957
- 6 - Murray Leinster, Al di là del sole (Operation: Outer Space, 1954), 1957
- 7 - Robert A. Heinlein, Stella doppia (Double Star, 1956), 1957
- 8 - Lewis Padgett, Scacchiera sterminata, 1958
- 9 - A. E. Van Vogt, Il libro di Ptath (The Book of Ptath, 1943), 1958
- 10 - Henry Kuttner, Gli immortali (Fury, 1947), 1958
- 11 - Charles Carr, I coloni dello spazio (Colonist of Space, 1954), 1958
- 12 - L. R. Johannis, Le lacrime della luna (Moon Operation, 1958)
- 13 - Wilson Tucker, La città in fondo al mare (The City in the Sea, 1951), 1958
- 14 - E. C. Tubb, Peso morto (Dead Weight, 1957), 1958
- 15 - H. J. Campbell, Pianeta rosso (The Red Planet, 1953), 1958
- 16 - Raymond Z. Gallun, Quando Selene esplose (People Minus X, 1957), 1958
- 17 - Jonathan Burke, La rivolta degli umani (Revolt of the Humans, 1955), 1958
- 18 - Rex Gordon, Utopia 239 (Utopia 239, 1954), 1958
- 19 - George O. Smith, Più veloce della luce (Hellflower, 1952), 1958
- 20 - Edgar Pangborn, Ad ovest del Sole (West of the Sun, 1953), 1959
- 21 - George O. Smith, Il semaforo delle stelle (Troubled Star, 1953), 1959
- 22 - Islwyn Williams, Acque pericolose (Dangerous Waters, 1952), 1959
- 23 - Ulisse Westmore, Una strana odissea, 1959
- 24 - Stefan Wul, La grande paura (La Peur Géante, 1954), 1959
- 25 - John Bree, Le piantagioni di Venere, 1959
- 26 - Curt Siodmak, I cacciatori di meteore (Riders to the Stars, 1954), 1959
- 27 - Charles Chilton, Viaggio nello spazio (Journey Into Space, 1954), 1959
- 28 - Ulisse Westmore, I naufraghi dell'infinito, 1959
- 29 - Russ Winterbotham, Energia nera (The Space Egg, 1958), 1959
- 30 - Jimmy Guieu, La breccia nel tempo (Univers parallèles, 1955), 1959
- 31 - Dan Morgan, L'uomo telecibernetico (Cee Tee Man, 1955), 1959
- 32 - John Bree, Salto nelle tenebre, 1959
- 33 - Robert Rainbell, I creatori di mostri, 1959
- 34 - Lan Wright, L'impero dei traders (A Man Called Destiny, 1956), 1959
- 35 - Jean Gaston Vandel, La voce dell'universo (Les Voix de l'univers, 1956), 1959
- 36 - George O. Smith, L'astronave dispersa (Lost in Space, 1959), 1959
- 37 - Stefan Wul, Homo Domesticus (OMS en Série, 1957), 1959
- 38 - Islwyn Williams, Crepuscolo di "Orm" (Newbury in Orm, 1952), 1959
- 39 - Damon Knight, I fabbricanti di schiavi (A for Anything, 1957), 1959
- 40 - Vargo Statten, Agguato nel tempo (Across the Ages, 1941), 1959
- 41 - Jack Vance, Il linguaggio di Pao (The Languages of Pao, 1957), 1959
- 42 - L. Sprague de Camp, L'abisso del passato (Lest Darkness Fall, 1941), 1959
- 43 - Robert Rainbell, Le stelle perdute, 1960
- 44 - John Bree, Sparvius e ritorno, 1960
- 45 - Adam Chase, La scimmia d'oro (The Golden Ape, 1959), 1960
- 46 - Robert Rainbell, Oltre il domani, 1960
- 47 - Joe C. Karpati, I demoni di Antares, 1960
- 48 - Kenneth Bulmer, Il segreto di Zi (The Patient Dark, 1959), 1960
- 49 - Vargo Statten, La morte da Venere (Misterieux Delay, 1956), 1960
- 50 - John C. Maxwell, Ritorno dalle stelle (The World Makers, 1960), 1960
- 51 - Joe C. Karpati, Dodicesimo millennio, 1960
- 52 - P. D. Four, Agonia della Terra, 1960
- 53 - Jean Gaston Vandel, I titani dell'energia (Les Titans de l'energie, 1955), 1960
- 54 - Robert Rainbell, Perché la Terra viva, 1960
- 55 - John Bree, Al di là dell'universo, 1960
- 56 - A. J. Merak, Spazio infinito (No Dawn and No Horizon, 1959), 1960
- 57 - Wilson Tucker, Mi chiamo Ben Steward (The Lincoln Hunters, 1957), 1960
- 58 - F. R. Tarrobie, Il pianeta delle nove lune (The Damned Planet), 1960
- 59 - Rocky Docson, Alla deriva nello spazio (The Wandering Planet), 1960
- 60 - Julian Berry, Tempo zero (The Dam of the Space), 1960
- 61 - Robert Rainbell, Uno straniero da Thule (A Stranger from Thule), 1960
- 62 - Lionel Roberts, Eco nel tempo (Time-Echo, 1959), 1960
- 63 - Jeffrey Lloyd Castle, Avanguardia su Venere (Vanguard to Venus, 1957), 1960
- 64 - Hunk Hanover, I giorni di Uskad (The Days of Uskad), 1960
- 65 - Jonathan Burke, Terribile segreto (Deep Freeze, 1955), 1960
- 66 - David Grinnell, Lotta di giganti (Across Time, 1957), 1960
- 67 - Richard Savage, La condanna della Luna (When the Moon Died, 1955), 1961
- 68 - Roy Sheldon, Il mondo sussurrante (The Metal Eater, 1954), 1961
- 69 - Charles Long, Il cervello infinito (The Infinite Brain, 1957), 1961
- 70 - Robert Rainbell, Senza orizzonte (The Planet Without Horizon), 1961
- 71 - Gee L. Walom, Sfida a Ghalano (Defiance to Ghalano), 1961
- 72 - Hank Janson, Subdolo attacco (The Unseen Assassin, 1950), 1961
- 73 - Raymond F. Jones, Il popolo segreto (The Secret People, 1956), 1961
- 74 - J. L. Powers, Retaggio fatale (Black Abyss, 1960), 1961
- 75 - Rocky Docson, Astronave interstellare (Sabotage Amid the Stars), 1961
- 76 - Kenneth Bulmer, Terrore sul mondo (The Stars Are Ours, 1953), 1961
- 77 - Morris W. Marble, Le dimensioni dell'odio (The Insurrection of No-Men), 1961
- 78 - L. Sprague de Camp, La gemma di Salomone (Solomon's Stone, 1942), 1961
- 79 - R. L. Fanthorpe, La leggenda del dio d'oro (Fiends, 1960), 1961
- 80 - Robert A. Heinlein, Eredità perduta (Lost Legacy, 1941), 1961
- 81 - Jonathan Burke, Nemico invisibile (Twilight of Reason, 1954), 1961
- 82 - F. Richard Bessiere, La sfera temporale (Destination moin J. C., 1961), 1961
- 83 - Lester Del Rey, Epopea di giganti (Day of the Giants, 1959), 1961
- 84 - Roy Sheldon, La casa dell'entropia (House of Entropy, 1953), 1961
- 85 - H. J. Campbell, Il popolo mimetico (Another Space), 1961
- 86 - Lorraine Parr, Destinazione eternità (Destination Eternity), 1961
- 87 - James Blish, Il trionfo del tempo (The Triumph of Time, 1958), 1961
- 88 - Morton Sidney, Operazione Key 1444 (Operation Key 1444), 1961
- 89 - F. Richard Bessiere, Il dio galattico (Plus égale moins, 1961), 1961
- 90 - Jonathan Burke, L'incubo dallo spazio (The Dark Gateway, 1954), 1961
- 91 - Maurice Limat, Il padrone dell'oceano (Océan mon esclave, 1961), 1962
- 92 - F. Richard Bessiere, Legione "Alpha" (Legion "Alpha", 1961), 1962
- 93 - Roy Sheldon, Atomi in azione (Atoms in Action, 1953), 1962
- 94 - J. Hunter Holly, Pianeta verde (The Green Planet, 1958), 1962
- 95 - Peter Randa, Piano di conquista (Commando de transplantation, 1961), 1962
- 96 - R. L. Fanthorpe, L'uomo asteroide (Asteroid Man, 1960), 1962
- 97 - Jimmy Guieu, Milizia temporale (La Caverne du futur, 1961), 1962
- 98 - F. Richard Bessiere, Oltre il magma (Vingt pas dans l'inconnu, 1955), 1962
- 99 - Manly Wade Wellman, 1990 salviamo la Terra! (Island in the Sky, 1941), 1962
- 100 - David Grinnell, Un mondo per Ajax (Destiny's Orbit, 1962), 1962
- 101 - E. Everett Evans, Missione paranormale (Man of Many Minds, 1953), 1962
- 102 - Joseph E. Kelleam, Le creature di Opale (The Little Men, 1960), 1962
- 103 - Raymond F. Jones, I cervelli cibernetici (The Cybernetic Brains, 1950), 1962
- 104 - Daniel F. Galouye, Percezione infinita (Dark Universe, 1961), 1962
- 105 - Poul Anderson, Crociata spaziale (The High Crusade, 1960), 1962
- 106 - Bielt Niutold, R. Z. 115 Negatron (R. Z. 115 Negatron), 1962
- 107 - J. T. Mcintosh, L'orda dei mostri (The Fittest, 1955), 1962
- 108 - Joseph E. Kelleam, Galassie in fiamme (Hunters of Space, 1960), 1962
- 109 - Victor Norwood, La notte del nero orrore (Night of the Black Horror, 1962), 1962
- 110 - A. Bertram Chandler, I fuorilegge dell'universo (The Rim of Space, 1961), 1962
- 111 - Leigh Brackett, E su Marte dominerai (The Nemesis from Terra, 1961), 1962
- 112 - Harry Harrison, Il titano d'acciaio (The Stainless Steel Rat, 1961), 1962
- 113 - Mark Clifton, Vennero dallo spazio (When They Came from Space, 1962), 1962
- 114 - Clifford D. Simak, Il labirinto del cosmo (Time Is the Simplest Thing, 1961), 1962
- 115 - Harry Harrison, Mondo maledetto (Deathworld, 1960), 1963
- 116 - Isaac Asimov, La metropoli sotterranea (The Caves of Steel, 1953), 1963
- 117 - Brian W. Aldiss, Un despota sulla Terra (The Interpreter, 1961), 1963
- 118 - R. L. Fanthorpe, Maledizione occulta (Out of the Darkness, 1959), 1963
- 119 - Eric Frank Russell, Imponderabile più X (Plus X, 1956), 1963
- 120 - John E. Muller, Esseri sconosciuti (Alien, 1961), 1963
- 121 - J. Hunter Holly, Orrida ipnosi (The Flying Eyes, 1962), 1963
- 122 - Philip Levene, J. L. Morrissey, I meandri del silenzio (The City of the Hidden Eyes, 1960), 1963
- 123 - A. V. Clarke, H. K Bulmer, Selezione implacabile (Cybernetic Controller, 1952), 1963
- 124 - F. Richard Bessiere, Micro invasione (Micro-invasion, 1962), 1963
- 125 - Brian W. Aldiss, Lebbra infernale (The Long Afternoon of Earth, 1961), 1963
- 126 - Hugh Maylon, I giganti immortali (Nobody Can Remember), 1963
- 127 - Jack Vance, Il Crepuscolo della Terra (The Dying Earth, 1950), 1963
- 128 - Brian W. Aldiss, Viaggio senza fine (Non Stop, 1956), 1963
- 129 - Adam Lukens, I figli del lupo (Sons of the Wolf, 1961), 1963
- 130 - Pel Torro, Galassia 666 (Galaxy 666, 1958), 1963
- 131 - R. L. Fanthorpe, Le menti Otyr (Negative Minus, 1961), 1963
- 132 - Evelyn E. Smith, Il pianeta perfetto (The Perfect Planet, 1962), 1963
- 133 - Paul Mactyre, Flagello di piccoli corpi (Midge, 1962), 1963
- 134 - Dean Mclaughlin, Il settimo continente (Dome World, 1961), 1963
- 135 - Harry Harrison, Il pianeta dei dannati (Planet of the Damned, 1962), 1963
- 136 - Ben Orkow, Quando il tempo si fermò (When Time Stood Still, 1962), 1963
- 137 - B. R. Bruss, Il muro della luce (Le Mur de la lumière, 1962), 1963
- 138 - E. L. Arch, Il Ponte sul passato (Bridge to Yesterday, 1963), 1963
- 139 - Poul Anderson, Nessun mondo per loro (No World of Their Own, 1955), 1964
- 140 - Ivar Jorgensen, Il decimo androide (Ten from Infinity, 1963), 1964
- 141 - Mark Phillips, I dominatori del pensiero (Brain Twister, 1962), 1964
- 142 - Charles Dye, Le vasche del sonno (Prisoner in the Skull, 1955), 1964
- 143 - James H. Schmitz, La favola dei due orologi (A Tale of Two Clocks, 1962), 1964
- 144 - James E. Gunn, Il rosso fiume dell'eternità (The Immortals, 1962), 1964
- 145 - John Brunner, Il Signore di Carrig (Secret Agent of Terra, 1962), 1964
- 146 - Andre Norton, Il mondo delle streghe (Witch World, 1963), 1964
- 147 - Dean Mclaughlin, La furia dalla Terra (The Fury from Earth, 1962), 1964
- 148 - Peter Randa, Il pianeta fantasma (Plate-forme de l'éternité, 1963), 1964
- 149 - Fritz Leiber, Il verde millennio (The Green Millennium, 1953), 1964
- 150 - Jack Vance, I padroni dei draghi (The Dragon Masters, 1962), 1964
- 151 - J. F. Bone, Il popolo dei Lani (The Lani People, 1962), 1964
- 152 - Adam Lukens, La città di cristallo (Alien World, 1963), 1964
- 153 - Kenneth Bulmer, La grande sfida (Defiance, 1963), 1964
- 154 - Murray Leinster, Un dottore tra le stelle (Doctor to the Stars, 1964), 1964
- 155 - J. Hunter Holly, Il regno delle ombre (The Gray Aliens, 1963), 1964
- 156 - Bielt Niutold, I cubi di Higart (The Cubes of Higart), 1964
- 157 - B. R. Bruss, I traslucidi (Les Translucides, 1964), 1964
- 158 - Adam Lukens, L'uomo rigenerato (Conquest of Life, 1960), 1964
- 159 - Louis Navire, Un libro nella polvere (Une Histoire de la Terre), 1964
- 160 - Louis Navire, La leggenda dei semidei (Une Histoire de la Terre), 1964
- 161/162 - Robert A. Heinlein, Cittadino della galassia (Citizen of the Galaxy, 1957), 1964
- 163 - Robert Silverberg, Il pianeta di Regan (Regan's Planet, 1964), 1965
- 164 - L. Sprague de Camp, Fletcher Pratt, Apprendisti stregoni (The Incomplete Enchanter, 1942), 1965
- 165 - L. Sprague de Camp, Fletcher Pratt, Ritorna Harold Shea (The Incomplete Enchanter, 1942), 1965
- 166 - L. Sprague de Camp, Fletcher Pratt, Il castello di ferro (The Castle of Iron, 1941), 1965
- 167 - Murray Leinster, I duplicatori (The Duplicators, 1964), 1965
- 168 - L. Sprague de Camp, Fletcher Pratt, Il muro dei serpenti (Wall of Serpents, 1960), 1965
- 169 - Hugh Maylon, I figli del grande nulla (They Came from Nowhere), 1965
- 170 - A. Bertram Chandler, Nelle immense profondità spaziali (The Deep Reaches of Space, 1964), 1965
- 171 - Louis Navire, Un carro nel cielo (Le Prince des Etoiles), 1965
- 172 - J. Hunter Holly, I padroni del tempo (The Time Twister, 1963), 1965
- 173 - Charley B. Drums, L'ultima frontiera (The Last Frontier), 1965
- 174 - Louis Navire, I pionieri di Exlan (Les Pioniers de Exlan), 1965
- 175 - Brian W. Aldiss, Dal buio degli anni luce (The Dark Light Years, 1964), 1965
- 176 - Bielt Niutold, Gli immortali di Mohll (A Ship from Mohll), 1965
- 177 - Nigel Mackenzie, Invasione Terra! (Invasion from Space, 1961), 1965
- 178 - George Henry Smith, Notte senza fine (The Unending Night, 1962), 1965
- 179 - Norman Edwards, Essi vennero dal futuro (Invasion from 2500, 1964), 1965
- 180 - Louis Navire, Un drago per Heart (La Legend du Dragon), 1965
- 181 - Robert Silverberg, Anonima resurrezioni (Recalled to Life, 1958), 1965
- 182 - Hugh Maylon, S.O.S. per la galassia (The War Against the Nolan), 1965
- 183 - Charles Chilton, Odissea cosmica (Journey Into Space, 1954), 1966
- 184 - Welcome Braun, Operazione sole (Shaem Against Rheel), 1966
- 185 - Jimmy Guieu, Assalto al cosmo (Expédition cosmique, 1959), 1966
- 186 - Louis Navire, Ritorno alla Terra (Retour a la Terre), 1966
- 187 - Robert Wheater, Terra 5 esplode (Last Call from Earth 5), 1966
- 188 - Bart Somers, L'enigma (Beyond the Black Enigma, 1964), 1966
- 189 - Edward P. Bradbury, I barbari di Marte (The Barbarians of Mars, 1965), 1966
- 190 - George Winnow, I Frankenstein dello spazio (Frankenstein from Space), 1966
- 191 - Frederik Pohl, Cyril M. Kornbluth, La corte degli automi (Gladiator-at-Law, 1954), 1966
- 192 - Harlan Ellison, Dolorama e altre delusioni (Paingod and Other Delusions, 1965), 1966
- 193 - Chad Oliver, Ombre nel sole (Shadows in the Sun, 1954), 1966
- 194 - Sydney J. Bounds, Distruttore del mondo (The World Wrecker, 1956), 1966
- 195 - John E. Muller, I negativi (The Negatives Ones, 1965), 1966
- 196 - Louis Navire, Estinzione uomo (Rien va plus), 1966
- 197 - Philip E. High, La metropoli folle (The Mad Metropolis, 1963), 1966
- 198 - Nelson Bond, Il giorno della cometa (Exiles of Time, 1940), 1967
- 199 - Louis Navire, Eredità per l'antenato (Le vélo du temps), 1967
- 200 - Bernard Delafosse, Il re solare (Le Roi solaire, 1950), 1967
- 201 - Adamo Sebastiani, Gli spettri di Solfesir, 1967
- 202 - Antonio Bellomi, L'ultimo domani, 1967